# Wiesław Rudkowski
Wiesław Ksawery Rudkowski (Łódź, 17 de noviembre de 1946-Varsovia, 14 de febrero de 2016) fue un luchador de boxeo de la categoría de peso superwélter.

## Biografía
Participó en los Juegos Olímpicos de México 1968 en la categoría de peso mediano. Quedó en quinta posición tras perder en cuartos de final contra Aleksei Kiselyov. Cuatro años después participó en los Juegos Olímpicos de Múnich 1972, donde ganó la medalla de plata tras perder en la final contra Dieter Kottysch. También disputó el Campeonato Europeo de Boxeo Aficionado en 1971, 1973 y 1975, donde ganó las medallas de bronce, plata y oro respectivamente.
Falleció el 14 de febrero de 2016 en Varsovia a los 69 años de edad.

## Palmarés internacional
| Juegos Olímpicos                       | Juegos Olímpicos      | Juegos Olímpicos  | Juegos Olímpicos |
| Año                                    | Lugar                 | Medalla           | Evento           |
| -------------------------------------- | --------------------- | ----------------- | ---------------- |
| 1972                                   | Múnich (RFA)          | Medalla de plata  | Peso superwélter |
| Campeonato Europeo de Boxeo Aficionado |                       |                   |                  |
| Año                                    | Lugar                 | Medalla           | Evento           |
| 1971                                   | Madrid (España)       | Medalla de bronce | Peso superwélter |
| 1973                                   | Belgrado (Yugoslavia) | Medalla de plata  | Peso superwélter |
| 1975                                   | Katowice (Polonia)    | Medalla de oro    | Peso superwélter |